# Imigração tailandesa no Brasil
A imigração tailandesa no Brasil, assim como a filipina, é pouco expressiva no território brasileiro e em comparação com a imigração de tailandeses no resto do mundo, além de ser recente. Apesar disso, o Brasil ainda assim abriga a maior comunidade tailandesa na América Latina e a terceira maior das Américas, logo após os Estados Unidos e o Canadá.